# Herrenhaus Rossewitz

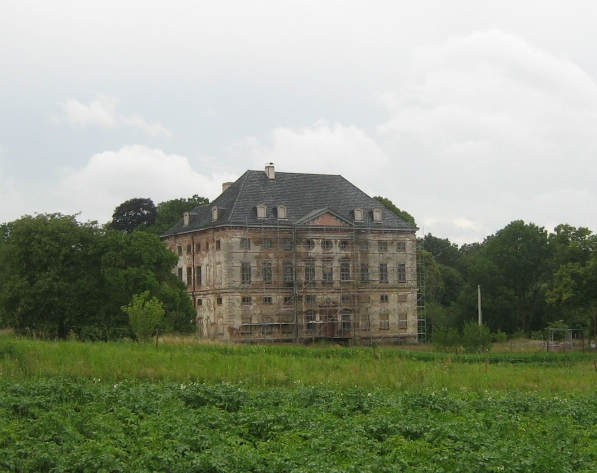
Schloss Rossewitz

Das Herrenhaus Rossewitz ist ein durch seine baugeschichtlichen und stilistischen Eigenheiten sehr bedeutendes Baudenkmal in der Nähe des Laager Ortsteiles Liessow in Mecklenburg-Vorpommern. Es gilt als erstes Barockbauwerk in Mecklenburg.

## Geschichte
Bereits im Mittelalter gab es in Rossewitz eine Burg, Sitz der Familie Nortman, der eine große Anzahl von Gütern in der Umgebung gehörte. Am 20. Oktober 1450 verkaufte Curt Nortman den Besitz an seinen Schwager Vicke Vieregge, der daraufhin durch Herzog Heinrich IV. von Mecklenburg mit Rossewitz und den umliegenden Gütern belehnt wurde. Seitdem lebte die Familie Vieregge (auch Viereck) auf Rossewitz. Mitte des 17. Jahrhunderts ließ Joachim Heinrich von Vieregge auf den Fundamenten der im Dreißigjährigen Krieg zerstörten Burg ein neues Herrenhaus bauen.

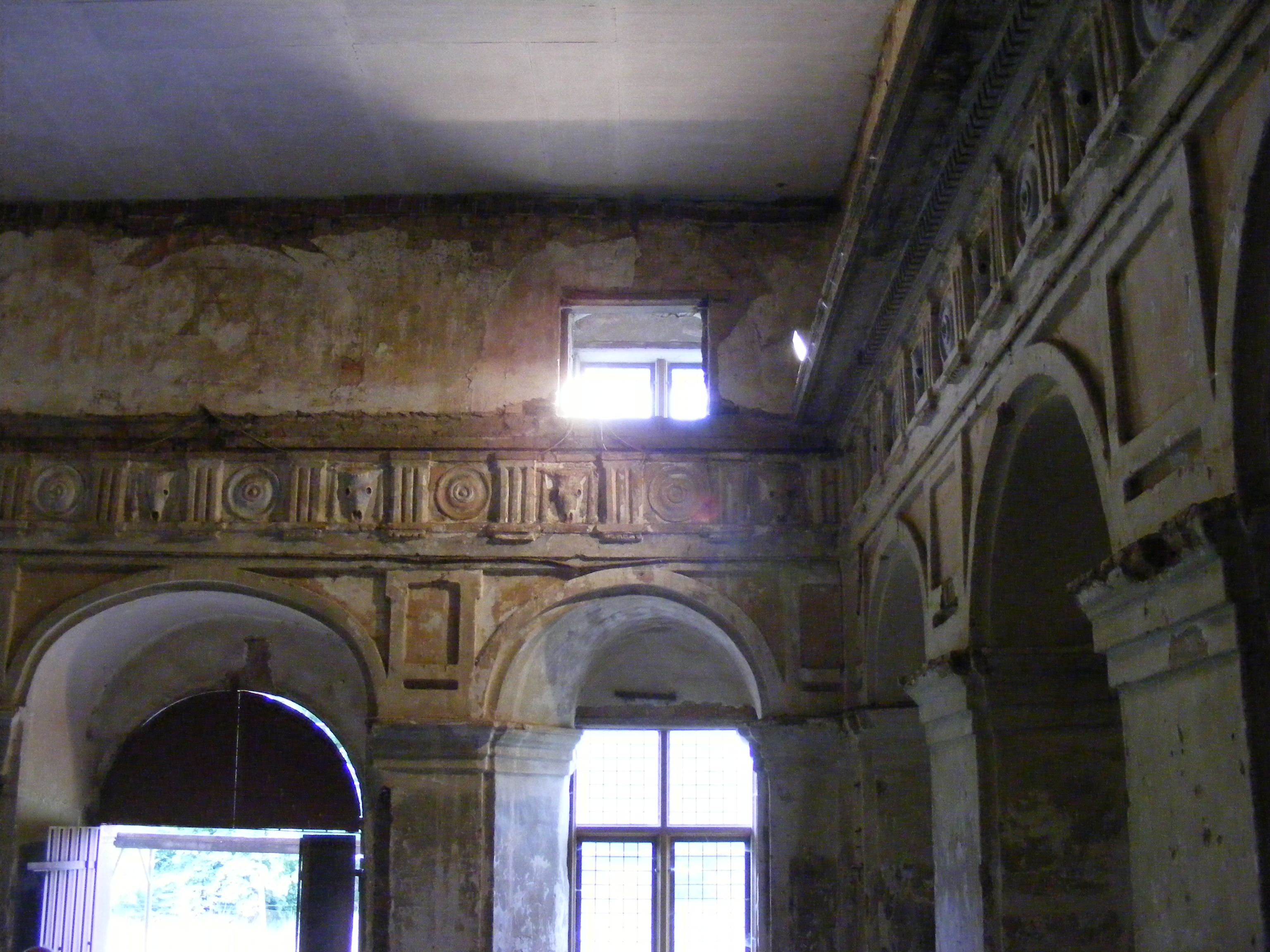
Eingangshalle

Der Architekt des Baus war Charles Philippe Dieussart, ein Hugenotte, der über Holland nach Mecklenburg gekommen war und in die Dienste der Güstrower Herzöge trat. Im Jahre 1655 wurde mit dem Bau begonnen, trotz der Not, die es in Mecklenburg nach dem Krieg gab. Um 1680 wurde der Bau fertiggestellt.
Nachdem um 1760 das Vermögen von Kammerherr und Hofmeister Victor August von Vieregge, dem letzten der Familie, in Verfall geriet, übernahm die herzogliche Kammer Schloss und Gut. Bewohnt wurde das Schloss noch von Friedrich Franz I., der sich nach der Gründung von Seebad Heiligendamm öfter in Rossewitz, Dargun und Bad Doberan aufhielt. Er achtete besonders auf die Erhaltung von Schloss Rossewitz. Bis 1847 wurden noch Mittel aus dem Staatshaushalt bewilligt. Danach war eine Pächterwohnung im Erdgeschoss untergebracht, bis etwa 1900.

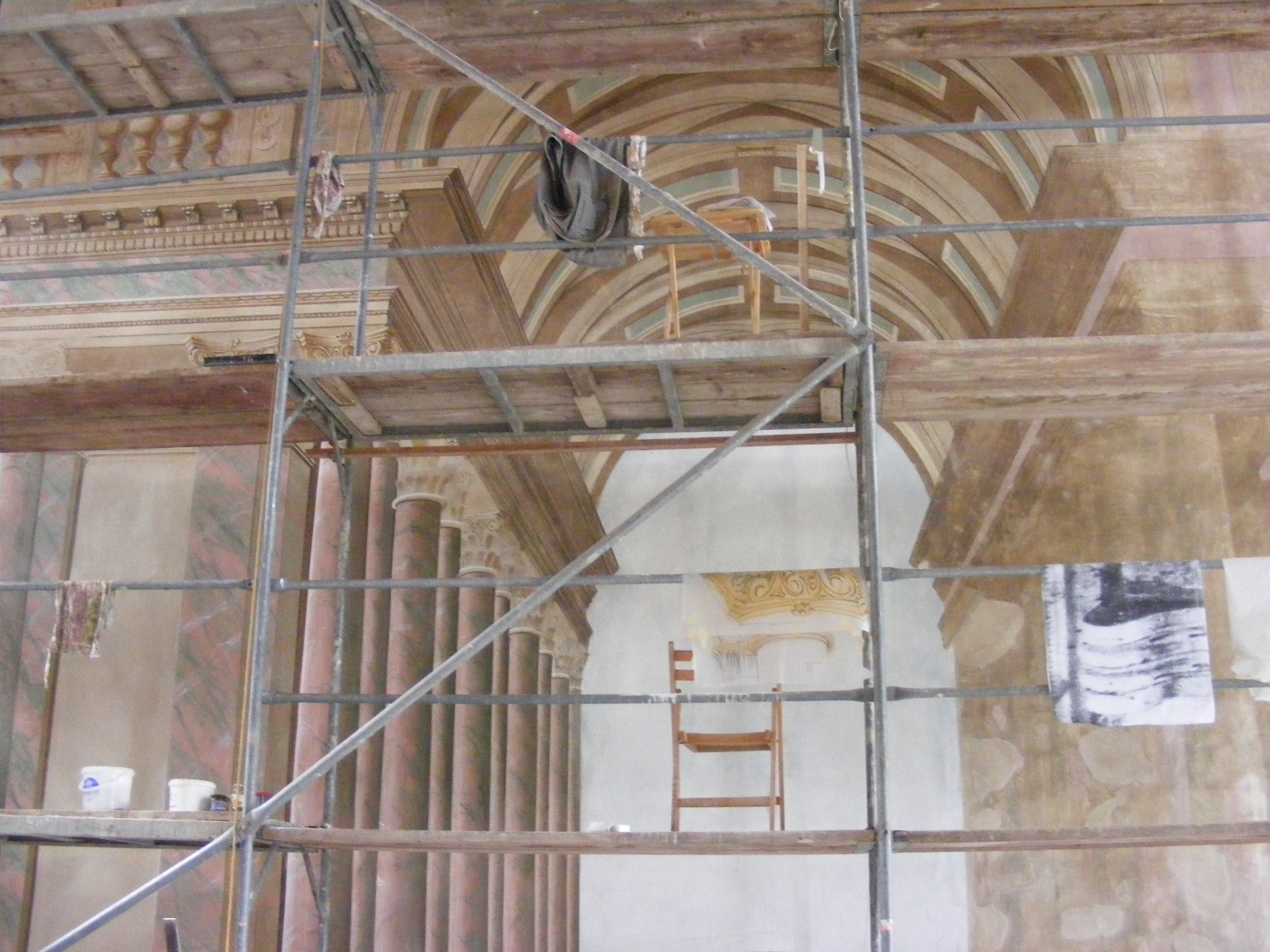
Rekonstruktionsarbeiten der illusionistischen Wandmalereien im Festsaal, Juli 2008

Nach dem Zweiten Weltkrieg diente das Schloss eine Zeitlang als Unterkunft für Flüchtlinge und stand später wieder leer. 1973 diente das Schloss als Kulisse für den DEFA-Film „Wahlverwandtschaften“, in diesem Zusammenhang gab es provisorische Konservierungsarbeiten an den Wandmalereien. Ende der 1970er Jahre war eine Instandsetzung des Schlosses erwogen worden, dazu kam es aber nicht.
1982 stürzte das Dach ein. Daraufhin wurde der Abriss des Schlosses in Betracht gezogen, jedoch wurde 1986 ein Notdach errichtet. 1991/1992 gab es einen erneuten Dacheinsturz. Im Jahr 1993 begannen durch die Deutsche Stiftung Denkmalschutz Renovierungs- und Sicherungsmaßnahmen. Nach dem Bau eines erneuten Notdaches wurden 1995 und 2000 wieder Geschossdecken eingebaut und das Dachtragewerk rekonstruiert.
Nach 2000 wurden die Wandmalereien in einem Projekt der Deutschen Bundesstiftung Umwelt durch die MPA Bremen der Stiftung Institut für Werkstofftechnik konserviert.
Seit 2004 ist das Haus im Privatbesitz. Seit 2005 laufen Arbeiten zur Wiederherstellung der illusionistischen Malereien im Festsaal.
Die Restaurierungsarbeiten sind auch auf längere Sicht noch nicht abgeschlossen.

## Beschreibung

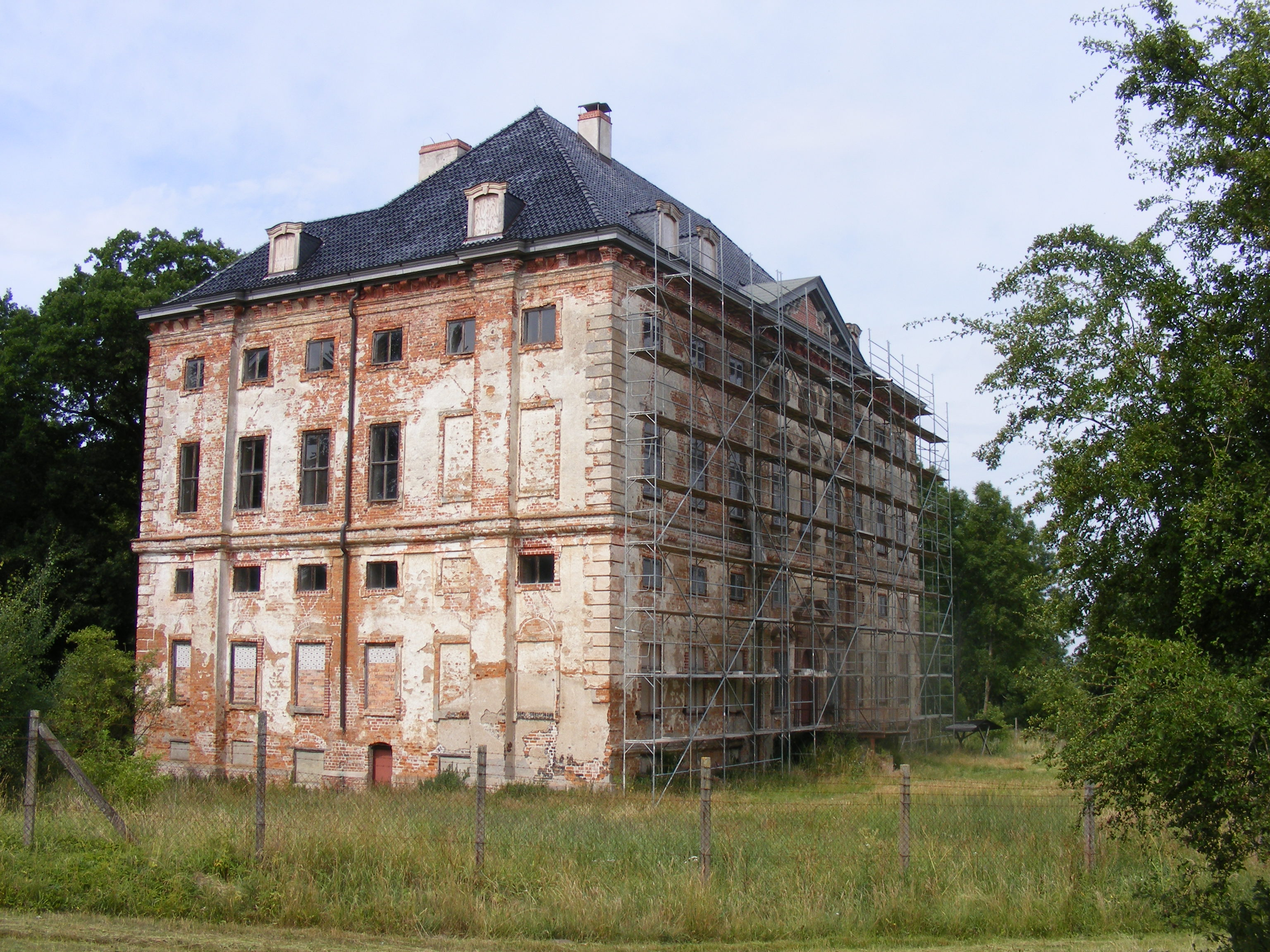
Seitenansicht des Schlosses

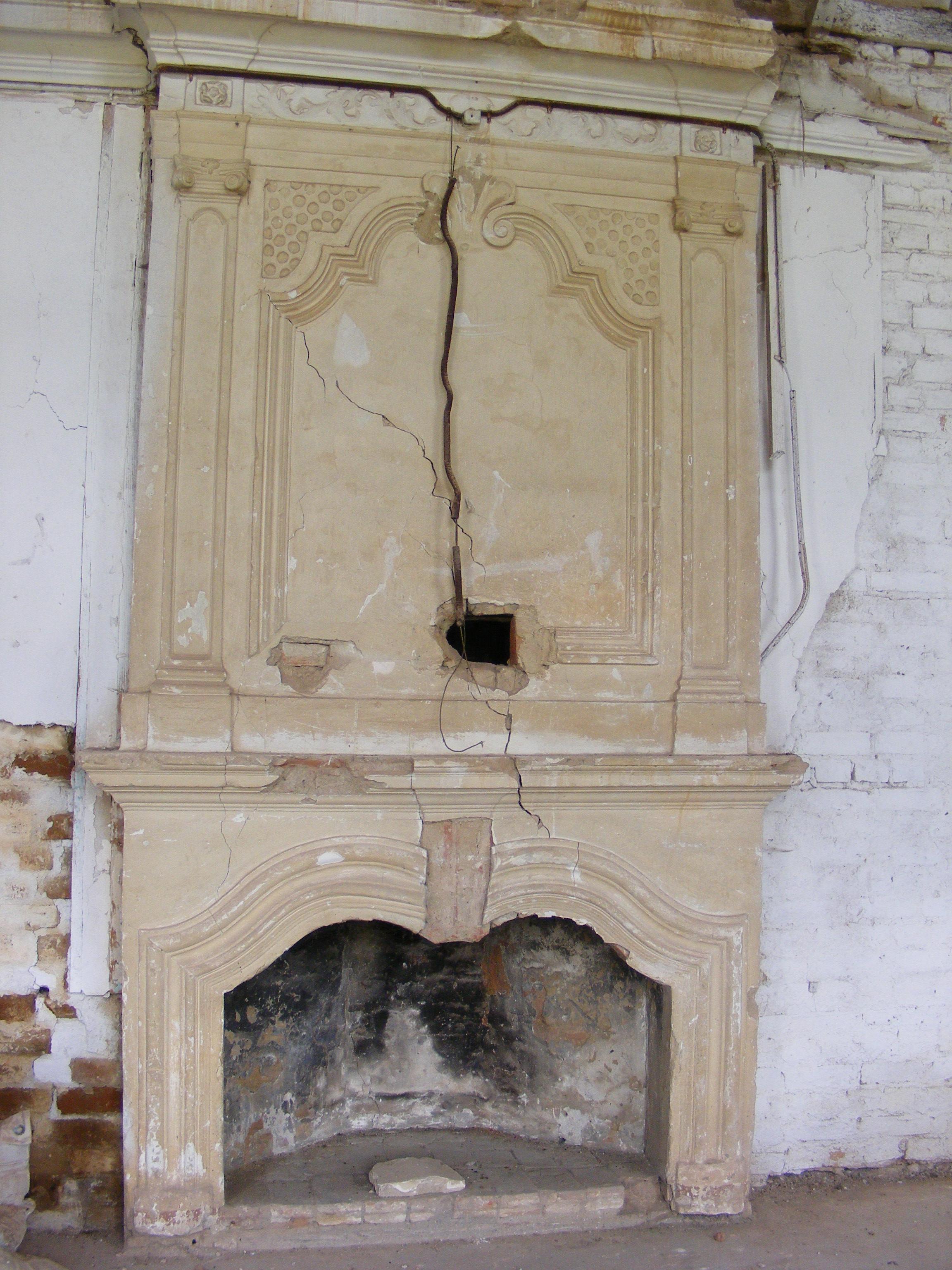
Erhalten gebliebener Kamin, unsaniert. Juli 2008

Das Schloss ist ein frühbarocker Bau mit zwei Haupt-, zwei Mezzaningeschossen sowie einem hohen Kellergeschoss, einem Mittelrisalit mit Dreiecksgiebel und zwei kurzen rückwärtigen Flügeln. Die Fundamente bestehen aus Granit, der Bau selber aus verputztem Backstein. Verschiedene Geheimtreppen sowie ein Lüftungssystem sind in den Mauern versteckt. Reichlich verwendet wurde roter Marmor für die Einfassungen des Portals und der Fenster, für die rustizierenden Eckpilaster des Mittelrisalits sowie für das kräftige Mittelgesims. Das Krongesims mit den Konsolen und Metopen besteht aus gebranntem Ton. Dunkelgrauen Sandstein verwendete man für die Fruchtgirlanden unterhalb der Fenster des Mittelrisalits, sowie der Fruchtgehänge über den drei Ochsenaugen, die als zusätzliche Beleuchtung des Festsaales dienen. Im Treppenhaus wurden polierte Marmorhandläufe in das Mauerwerk eingelassen, im gesamten Schloss gab es marmorne Kamine und wertvollen Stuck. Das Dach bestand aus spezialgefertigten glasierten grauen Ziegeln.
Beim Dacheinsturz 1982 wurden auch die Geschossdecken mit ihrem Stuck zerstört. Die wertvollen illusionistischen Wandmalereien im Festsaal sind dadurch fast völlig verloren gegangen. Es ist vermutlich nur den sehr starken Mauern (1,43 m unten und 1,08 m oben) zu verdanken, dass der Bau eine lange Zeit des Leerstandes wenigstens als Ruine überdauert hat.